# Jordanoleiopus hautmanni
Jordanoleiopus hautmanni är en skalbaggsart som beskrevs av Stefan von Breuning 1956. Jordanoleiopus hautmanni ingår i släktet Jordanoleiopus och familjen långhorningar. Inga underarter finns listade i Catalogue of Life.